# Kövi sármány
A kövi sármány (Emberiza buchanani) a madarak osztályának verébalakúak (Passeriformes) rendjébe és a sármányfélék (Emberizidae) családjába tartozó faj.

## Rendszerezése
A fajt Edward Blyth angol zoológus írta le 1844-ben.

## Alfajai
- Emberiza buchanani buchanani Blyth, 1845
- Emberiza buchanani cerrutii de Filippi, 1863
- Emberiza buchanani neobscura Paynter, 1970[2]

## Előfordulása
Oroszország, Törökország, Örményország, Azerbajdzsán, Kazahsztán, Tádzsikisztán, Türkmenisztán, Üzbegisztán, Szíria, Afganisztán, Bhután, Kína, Hongkong, India, Irán, Mongólia, Pakisztán és Omán területén honos.
Természetes élőhelyei a mérsékelt övi sziklás sivatagok, valamint szántóföldek. Vonuló faj.

## Megjelenése
Testhossza 16 centiméter.

## Szaporodása
|  |

## Természetvédelmi helyzete
Az elterjedési területe rendkívül nagy, egyedszáma pedig stabil. A Természetvédelmi Világszövetség Vörös listáján nem fenyegetett fajként szerepel.